# Tomás de Torquemada
Tomás de Torquemada (1420 – 16. září 1498) byl dominikánský mnich, první španělský velký inkvizitor a zpovědník Isabely I. Kastilské. Byl popsán španělským kronikářem Sebastiánem de Olmedo jako kladivo na kacíře, světlo Španělska a spasitel své země, dělající čest svému řádu. Je znám pro své horlivé tažení proti španělským přívržencům Židů a muslimům. Byl jeden z hlavních stoupenců Ediktu o vyhnání (španělsky Edicto de Granada), který roku 1492 vyhnal Židy ze Španělska. O počtu odsouzených během Torquemadova funkčního období jako Velkého inkvizitora se v průběhu let velmi diskutovalo, ale nyní je číslo ustáleno na 2 200.

## Život
Tomás de Torquemada se narodil v Torquemadě, blízko města Valladolidu ve Španělsku. Jeho strýcem byl významný teolog florentského koncilu, kardinál Juan de Torquemada. Po krátké službě jako řeholník a kuchař v dominikánském klášteře ve Valladolidu, se Torquemada stal rádcem krále Ferdinanda a královny Isabely. Byl především oblíben královnou, jejíž byl zpovědníkem a která ho jmenovala Velkým inkvizitorem roku 1483. Ve funkci byl mnoho let, příští generaci zanechal mimořádný, ačkoliv nepřesný, obraz fanatismu a neúprosnosti. Během patnácti let jeho řízení španělské inkvizice vyrostla z jediného soudu v Seville síť dvou tuctů „Svatých úřadů“
Všichni španělští křesťané od dvanácti (u dívek) a čtrnácti let (u chlapců) byli pro inkvizici trestně odpovědní. Kdo konvertoval z židovské nebo z islámské víry, ale byl podezřelý z tajných praktik jeho staré víry, stejně jako z jednání proti katolictví byl pod dohledem. Kdokoliv, kdo pomlouval inkvizici mohl padnout v podezření. Aby zbavil Španělsko kacířství, Torquemada podporoval pálení nekatolické literatury, především Talmudu a knih arabských autorů.
Protože byl velmi nenáviděný, cestoval Torquemada s doprovodem 50 jezdců a 250 ozbrojenců. Byl mimořádně neoblomný a krutý ve svém jednání s těmi, koho považoval za kacíře či obecně nepřátele katolictví. Torquemadovým hlavním zájmem bylo "usmíření" bloudících katolíků s církví, ovšem ve většině případů vynucené za cenu jejich mučení, ponižování a zastrašování. Jeho osobní život byl asketický a byl považován svými nepřáteli za nepodplatitelného. Pro tuto funkci ve Španělské inkvizici se stalo jméno Torquemada ztělesněním fanatismu ve službách katolické víry.
Po patnácti letech služby zemřel roku 1498 v Avile. V roce 1832 byl Torquemadův hrob vypleněn a jeho pozůstatky ukradeny a spáleny.

## Založení Španělské inkvizice
Mnoho Španělů ohlížejících se do historie reconquisty se domnívá, že Židé v 15. století ve Španělsku byli podvratné společenství. Král a královna byli zarytí katolíci a snažili se katolictví ve své zemi co nejvíce upevnit. Byli znepokojeni tím, že Židé měli mnoho výsad od předchozích monarchů a pracovali na podkopávání jejich vlády, stejně tak jako rozněcování problémů v jejich okolí. Tato zásadní nedůvěra k Židům a také nejistá opravdovost katolické víry Maurů, kteří konvertovali, byli hlavním činitelem pro založení Španělské inkvizice. Ačkoli na inkvizici je často pohlíženo jako na nasměrovanou proti Židům, ve skutečnosti nebyla nasměrována pouze proti Židům a muslimům. I pokřtění křesťané bývali postavení před vyšetřování a povoláváni na Svatý úřad, ale byli často propuštěni po prvním výslechu bez dalších incidentů.

## Otázka židovského původu
Jako mnoho Španělů, je možné, že Torquemada měl židovský původ: soudobý historik Hernando del Pulgar řekl, že jeho předek Alvar Fernandés de Torquemada si vzal jednu z první generace konvertovaných. Také podle životopisu Thomase Hopa Torquemada, Torquemadova babička konvertovala.[zdroj?]

## Ostatní
Tomás de Torquemada se objevuje jako postava v povídce Jáma a kyvadlo (1842) od Edgara Allana Poe, jakož i v jeho filmové podobě. Victor Hugo vydal roku 1882 divadelní hru Torquemada. V roce 1992 vydal Siegfried Obermeier román Torquemada. Der Grossinquisitor - Symbol für Angst und Schrecken, česky vyšlo jako Inkvizitor: Symbol strachu a hrůzy (2007).